# 脇侍

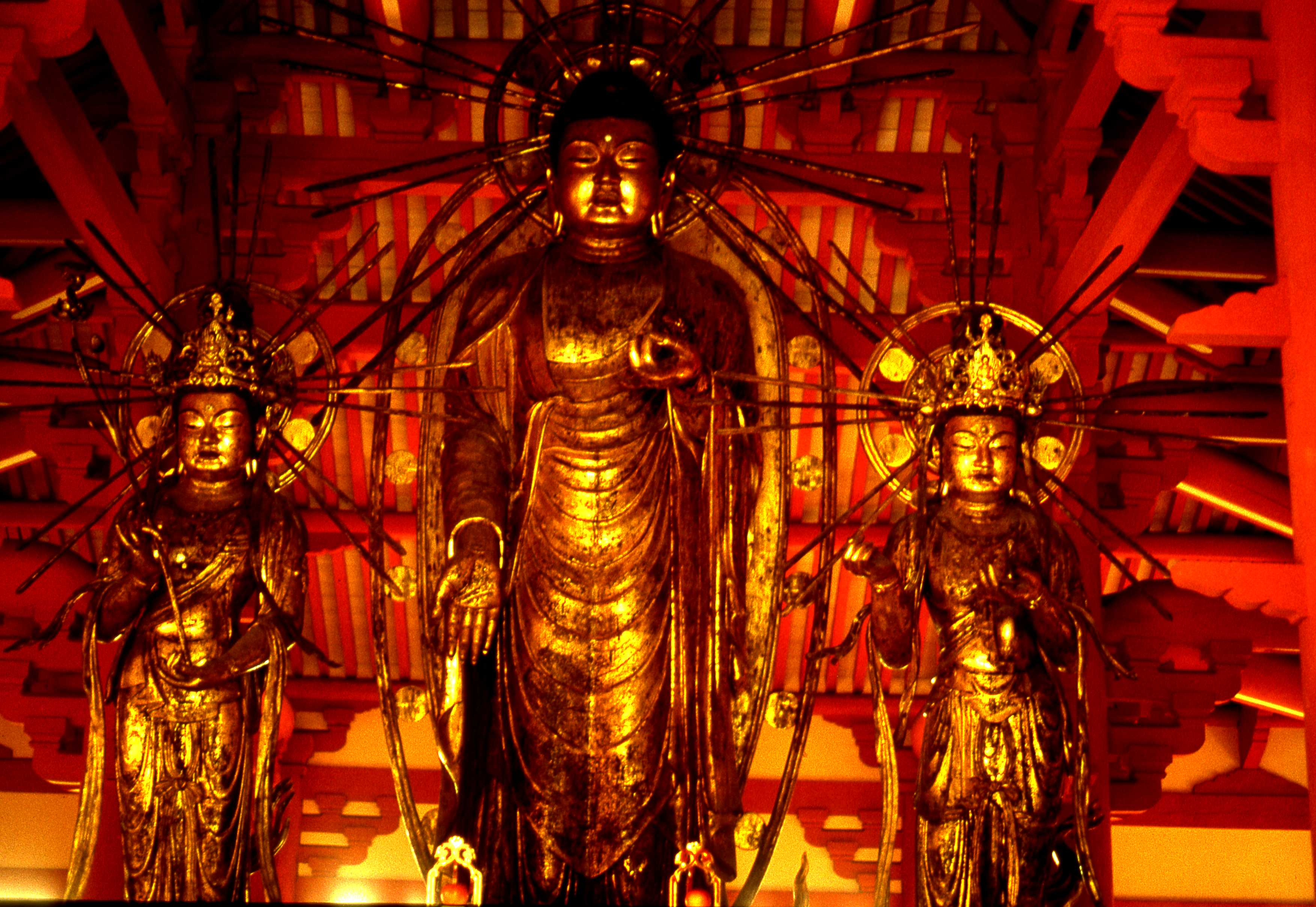
兵庫県浄土寺の阿弥陀三尊像（快慶作・国宝）。中尊阿弥陀如来の左右に位置するのが脇侍

脇侍（きょうじ・わきじ）は、仏教彫刻（仏像）や仏教絵画において、中尊（中央に位置し、信仰の中心となるほとけ）の左右に控える菩薩や明王、天などをいう。脇士・夾侍（きょうじ）、脇立（わきだち）ともいう。中尊の教化を補佐する役割をもつとされる。

## 三尊形式

### 中尊と脇侍の組み合わせ
中尊と両脇侍から成る三尊形式はさまざまな形式が見られる。中尊と脇侍との組み合わせは決まったものが多いが、必ずしも固定化されているとは限らない。
※以下の説明中の「左脇侍」「右脇侍」とは、中尊から見て「左」「右」に位置するものを指す。観者から見た場合、中尊の向かって右が左脇侍、左が右脇侍である。
- 日蓮宗における、大曼荼羅御本尊、中尊は題目（南無妙法蓮華経）、脇侍は二大明王（不動明王、愛染明王）。
- 釈迦三尊 - 中尊は釈迦如来。多くの場合、左脇侍が文殊菩薩、右脇侍が普賢菩薩である。他の例として、薬王菩薩と薬上菩薩（興福寺中金堂など）、阿難陀と大迦葉（禅宗系寺院）を脇侍とする場合がある。法隆寺金堂の釈迦三尊像の両脇侍は薬王菩薩・薬上菩薩とされるが、造像当初からの名称であるかどうか定かでない。
- 阿弥陀三尊 - 中尊は阿弥陀如来。原則は左脇侍が観音菩薩、右脇侍が勢至菩薩である。真宗系では、本尊は立像の阿弥陀如来一尊で、脇侍はない。
- 薬師三尊 - 中尊は薬師如来。左脇侍が日光菩薩、右脇侍が月光菩薩（がっこうぼさつ）である。薬師如来の眷属として十二神将が守護する場合もある。
- 不動三尊 - 中尊は不動明王。中尊から見て左（向かって右）に矜羯羅童子（こんがらどうじ）、右（向かって左）に制多迦童子を配するのが原則だが、左右逆の場合もある。矜羯羅童子、制多迦童子を含む8名の童子を配し、「不動明王八大童子」として安置する場合もある。
- 弥勒如来三尊 - 中尊は弥勒如来。左脇侍が法苑林菩薩、右脇侍が大妙相菩薩である（興福寺北円堂像など。薬師寺大講堂の本尊は弥勒三尊像と呼ばれているが、この三尊像の造像経緯は不明で、当初からの像名であるかどうか定かでない。
- 観音菩薩三尊 - 天台と真言系寺院では、観音菩薩（十一面観音、千手観音など）の左右に毘沙門天と不動明王を安置する形式が多い。これは、観音菩薩に限らず薬師如来、虚空蔵菩薩や文殊菩薩などの場合もある。また、観音菩薩の左右に梵天と帝釈天を配する例もある（東寺の二間観音、愛知・滝山寺の三尊像など）。
- 毘沙門天の脇侍として吉祥天と善膩師童子（ぜんにしどうじ）を配する場合がある。（京都・鞍馬寺像、高知・雪蹊寺像など）
- 東大寺金堂の盧舎那仏像（奈良の大仏）の脇侍は如意輪観音と虚空蔵菩薩である。
- 和歌山・道成寺本尊千手観音像の脇侍菩薩像は寺伝では日光・月光菩薩とされている。東大寺法華堂（三月堂）の本尊不空羂索観音像の両脇に立つ像も日光・月光菩薩と呼ばれるが、本来の像名は不明である。

### 坐像・立像の組み合わせ
- 中尊を坐像、脇侍を立像とするもの - もっとも一般的な形式
- 中尊、脇侍とも立像とするもの - 各地にある善光寺式阿弥陀三尊像、兵庫・浄土寺の阿弥陀三尊像など
- 中尊、脇侍とも坐像とするもの - 法隆寺上御堂釈迦三尊像、神奈川・覚園寺薬師三尊像。京都・清凉寺阿弥陀三尊像など
- 中尊を坐像、脇侍を半跏踏み下げ像とするもの - 奈良・長岳寺阿弥陀三尊像、奈良・興福院阿弥陀三尊像など
- 中尊を坐像、脇侍を跪坐像とするもの - 来迎形の阿弥陀三尊像がこの形をとる場合がある。京都・三千院阿弥陀三尊像など

## その他
- 文殊菩薩五尊 - 獅子に乗った文殊菩薩の周囲に優填王、善財童子、大聖老人（最勝老人）、仏陀波利三蔵（中国語: 佛陀波利）の4侍者を配す（高知・竹林寺像、東京国立博物館（旧興福寺大乗院）像など）
- 法隆寺聖霊院の聖徳太子及び眷属像 - 聖徳太子を中心に山背王（山背大兄王）、殖栗王、卒末呂王、恵慈法師を配す。吉野・金峯山寺の聖徳太子像も元来は山背王、殖栗王、阿難、迦葉を配した五尊形式であったとする説がある。